# František Toman
František Toman  (Ratíškovice, 1924. július 10. – Prága, 1981. szeptember 20.) cseh néppárti politikus, a Csehszlovák Nemzeti Front Központi Bizottsága elnökségének tagja, a Szövetségi Gyűlés Népi Kamarájának képviselője, a cseh kormány minisztere, a Csehszlovák Néppárt elnöke volt.

## Pályafutása
Munkáscsaládból származott. A háború után bányászként dolgozott. 1948-tól kezdve húsz éven át tagja volt a Hodoníni Járási Nemzeti Bizottság Tanácsának, 1964-ben a Nemzetgyűlés képviselőjévé választották. 1969-ben Csehország munka- és szociálisügyi minisztere, majd építésügyi minisztere volt 1970-ig. 1980 és 1981 között Csehország tárca nélküli minisztere, valamint a Csehszlovák Néppárt elnöke volt.

## Kitüntetései
- Munka Érdemrend
- Az építésben szerzett érdemekért

## Fordítás
- Ez a szócikk részben vagy egészben a František Toman című cseh Wikipédia-szócikk fordításán alapul.  Az eredeti cikk szerkesztőit annak laptörténete sorolja fel. Ez a jelzés csupán a megfogalmazás eredetét és a szerzői jogokat jelzi, nem szolgál a cikkben szereplő információk forrásmegjelöléseként.